# Phymaturus querque
Espèce
Statut de conservation UICN

 LC  : Préoccupation mineure
Phymaturus querque est une espèce de sauriens de la famille des Liolaemidae.

## Répartition
Cette espèce est endémique de la province de Neuquén en Argentine.

## Description
C'est un saurien vivipare.

## Étymologie
Le nom spécifique querque vient du mapuche querque, le lézard.

## Publication originale
- Lobo, Abdala & Valdecantos, 2010 : Taxonomic Studies of the Genus Phymaturus (Iguania: Liolaemidae): Description of Four New Species. South American Journal of Herpetology, vol. 5, no 2, p. 102-126.